# Zwarte drank

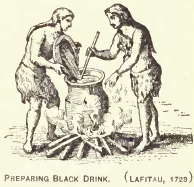
De bereiding van zwarte drank in 1723

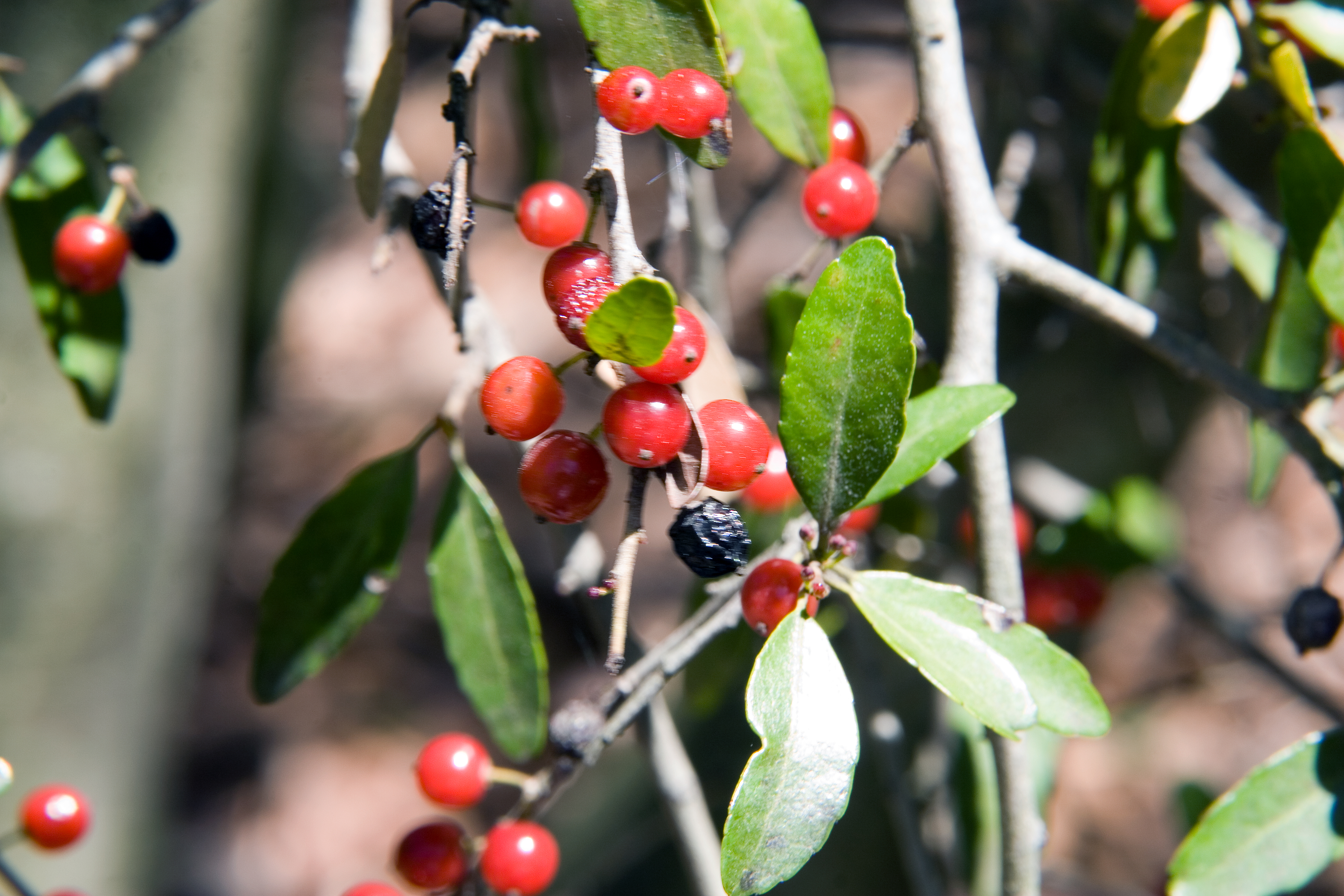
Ilex vomitoria

Black drink, oftewel zwarte drank, was de naam die door de kolonisten werd gegeven aan het rituele drankje Asi, dat gemaakt en gebruikt werd door de indianen in het zuidoosten van de Verenigde Staten. Het werd gemaakt van de geroosterde bladeren en stelen van de ilex vomitoria. Het actieve ingediënt was cafeïne. De drank werd onder de naam cassina vaak  door de kolonisten gebruikt als een vervanging voor koffie of thee.
Voor de 19de eeuw werd deze drank vaak overdag gedronken tijdens de vergaderingen en andere belangrijke bijeenkomsten van de dorpsraad. Creeks, Cherokees, Choctaws en anderen geloofden dat het de degene die het dronk zuiverde, en hem vrijmaakte van boosheid en oneerlijkheden. Zwarte drank werd gemaakt door speciaal hiervoor aangewezen dorpsbewoners, en opgediend in grote gezamenlijke kommen, die vaak gemaakt waren van schelpen. De mannen van de raad werden bediend volgens een hiërarchische structuur, te beginnen met belangrijke bezoekers. Er werden grote hoeveelheden gedronken tijdens een bijeenkomst. Na de tijd zuiverden ze zichzelf door over te geven.
Archeologen hebben aangetoond dat het gebruik van zwarte drank onder de inheemse Amerikanen teruggaat tot in oude tijden.

## Zwarte drank bij de Cherokee
De Cherokee zwarte drank was een ceremoniële drank die tijdens vernieuwings- en reinigingsrituelen werd gedronken tijdens de Ah-ni-ku-ta-ni maanceremoniën.
De Cherokee noemden de ilex vomitoria Blauwe Hulstboom. De zwarte drank ceremonie veroorzaakte volgens verslagen braken, maar zoals hierboven al is uitgelegd, was dit waarschijnlijk bewust opgewekt, of het gevolg van de hoeveelheid zwarte drank die gedronken werd, en niet vanwege de chemische eigenschappen van de zwarte drank.
Een van de zeven traditionele Cherokee-clans, die heden ten dage de Ah-ni-Sa-ho-ni ("blauwe clan") genoemd wordt, werd oorspronkelijk de "Blauwe Hulst Clan" genoemd. De clan vertegenwoordigde het vijfde niveau van spirituele ontwikkeling, die zuivering van geest, lichaam en ziel inhield, en zij werden voor de herplaatsing van de Cherokee vaak gevraagd om de zwarte drank te bereiden.
In de jaren 30 van de 19de eeuw werd het gebruik van de zwarte drank vergeten toen de Cherokees naar Oklahoma, gebracht werden waar de Blauwe Hulstboom niet groeit. Toch worden andere dranken (die soms ook zwarte drank" of "medicijn" genoemd worden) nog steeds gebruikt in traditionele rituelen.
De traditionele drank die na het opvoeren van de Stomp Dance aan Cherokees gegeven wordt, wordt gemaakt van zeven geheime wortels, die verzameld worden door de zeven clans.